# جارة الماء
جارة الماء أو أبقونية (الاسم العلمي) Aponogeton)، جنس نباتات مائية معمرة من فصيلة الأبقونيات ورتبة المزماريات.